# Charles Nisard
Pour les articles homonymes, voir Nisard.
Charles Nisard (né Marie-Léonard-Charles Nisard), né à Châtillon-sur-Seine le 10 janvier 1808 et mort le 16 juillet 1889, est un philologue français, également éditeur et traducteur de textes latins et historien de la littérature.

## Carrière professionnelle
Sous-secrétaire au ministère de la Police dans les années 1850, il est chargé de recenser et de censurer la littérature de colportage, ce qui lui permet de constituer une importante collection de livres populaires. Il produit ainsi la première étude historique sur le sujet ainsi que plusieurs études sur le vocabulaire de l'argot parisien et son étymologie. Il est élu membre de l'Académie des inscriptions et belles-lettres en 1875.

## Filiation
Charles Nisard est le frère de l'académicien Désiré Nisard et de l’universitaire Auguste Nisard.

## Principales publications
- Caméra-lucida. Portraits contemporains et tableaux de genre, Paris, Dauvin et Fontaine, 1845.
- Le Triumvirat littéraire au XVIe siècle : Juste Lipse, Joseph Scaliger et Isaac Casaubon (1852). Réédition : Slatkine, Genève, 1970.
- Les Ennemis de Voltaire : l'abbé Desfontaines, Fréron, La Beaumelle, Paris, Amyot, 1852 Texte en ligne
- La Muse pariétaire et la muse foraine ou Les chansons des rues depuis quinze ans, Paris, J. Gay, 1863. Texte en ligne
- Histoire des livres populaires ou de la littérature de colportage depuis le XVe siècle jusqu'à l'établissement de la Commission d'examen des livres du colportage (30 novembre 1852) (2 vol., Paris, E. Dentu, 1864) Texte en ligne 1 2
- Les Gladiateurs de la République des lettres aux XVe, XVIe et XVIIe siècles, Paris, Michel Levy frères, 1860. Réédition : Slatkine, Genève, 1970.
- Curiosités de l'étymologie française de quelques proverbes et dictons populaires, Paris, L. Hachette et Cie, 1863 Texte en ligne
- Étude sur le langage populaire ou patois de Paris et de sa banlieue, Paris, A. Franck, 1872. Réédition : France-Expansion, Paris, 1973. Texte en ligne

- Prix Lambert 1873
- Des chansons populaires chez les anciens et chez les Français, essai historique suivi d'une étude sur la chanson des rues contemporaine (2 vol., Paris, E. Dentu, 1867) Texte en ligne 1 2
- De quelques parisianismes populaires et autres locutions non encore ou plus ou moins imparfaitement expliquées des XVIIe, XVIIIe et XIXe siècles, Paris, Maisonneuve, 1876. Réédition : Ennoïa, Rennes, 2003.
- Le Comte de Caylus, d'après sa correspondance inédite avec le P. Paciaudi (théatin) bibliothécaire du duc de Parme : 1717-1765, Paris, Imprimerie nationale, 1877.
- État précaire de la propriété littéraire au XVIe siècle, Paris, Paul Dupont, 1884
- Guillaume Du Tillot, un valet ministre et secrétaire d'État, épisode de l'histoire de France en Italie, de 1749 à 1771, Paris, Paul Ollendorff, 1887.
- Le Poète Fortunat, Paris, Honoré Champion, 1890.

Éditions et traductions
- Cicéron : Œuvres complètes (6 volumes, 1840-1882)
- Pierre-Daniel Huet : Mémoires (1718) (1853) Texte en ligne
- Jean-Baptiste-Antoine Suard : Mémoires et correspondances historiques et littéraires inédits (1726 à 1816) (1858) Texte en ligne
- François Garasse : Mémoires de Garasse, de la Compagnie de Jésus (1860) Texte en ligne
- Justin : Histoires philippiques extraites de Trogue Pompée (1864)
- Venance Fortunat : Poésies mêlées (1887) Texte en ligne